# Морозово (Дмитровський міський округ)
Моро́зово (рос. Морозово) — присілок у складі Дмитровського міського округу Московської області, Росія.

## Населення
Населення — 6 осіб (2010; 11 у 2002).
Національний склад (станом на 2002 рік):
- росіяни — 73 %